# Кихно, Виктор Фердинандович
Виктор Фердинандович Кихно (эст. Viktor Kihno; 19 ноября 1920, Петроград — 1 октября 1991, Таллин) — красноармеец, депутат Верховного совета СССР 1-го созыва.

## Биография
Сын офицера царской армии эстонского происхождения, служившего затем в Красной Армии. Родился в Петрограде, но в 1923 году вместе с семьёй переехал в Эстонию. Получил образование бухгалтера. В 1939 году призван в эстонскую армию. После установления советской власти в Эстонии вступил в комсомол, стал секретарём комсомольской ячейки в армии, вёл партийно-просветительскую работу.
12 января 1941 года избран депутатом Совета Национальностей Верховного совета СССР 1-го созыва от Пярнуского избирательного округа.
По состоянию на 1965 год, работал директором Таллинского завода металлоизделий. В 1965 году награждён почётной грамотой Президиума Верховного Совета Эстонской ССР как активный участник борьбы за установление советской власти в Эстонии. В 1976 году — директор производственного объединения «Васар».
Скончался в Таллине 1 октября 1991 года.

## Семья
Родители — Фердинанд-Зигфрид Кихно и Ульяна Кихно (Смирнова). Был дважды женат, от первого брака сын Игорь.